# Château-la-Vallière
Château-la-Vallière település Franciaországban, Indre-et-Loire megyében. Lakosainak száma 1734 fő (2022. január 1.). Château-la-Vallière Couesmes, Courcelles-de-Touraine, Lublé, Saint-Laurent-de-Lin, Souvigné és Villiers-au-Bouin községekkel határos.

## Népesség
A település népességének változása:
| Lakosok száma | 1530 | 1628 | 1482 | 1589 | 1719 | 1768 | 1780 | 1736 | 1720 | 1734 |
|               | 1968 | 1982 | 1990 | 2006 | 2013 | 2015 | 2017 | 2019 | 2020 | 2022 |